# لژیون رومی

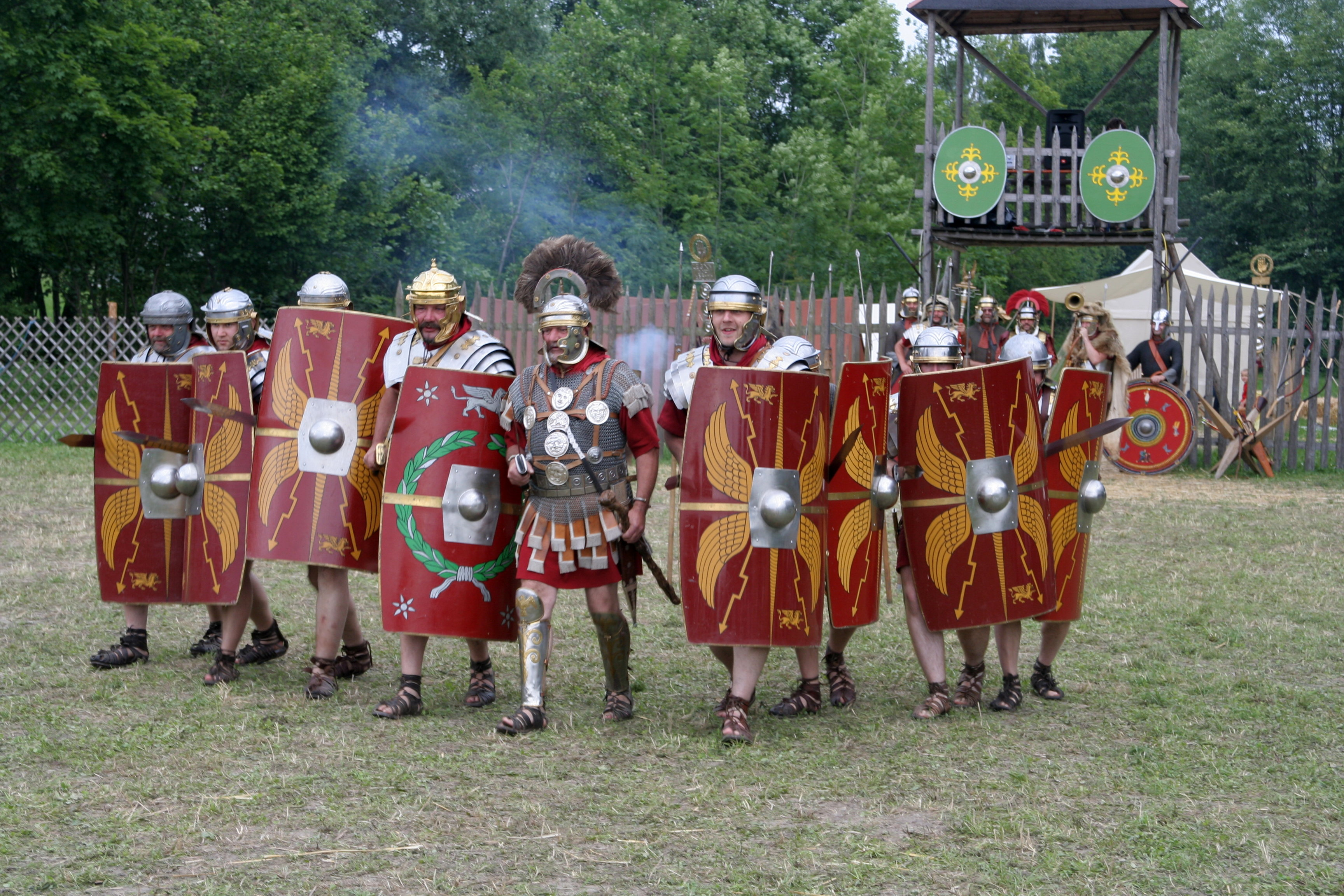
نمونه بازسازی‌شده یک لژیون در حال حمله

لژیون (به لاتین: legio) بزرگ‌ترین واحد نظامی ارتش روم باستان بود. لژیون تقریباً اندازه تیپ امروزی، متشکل از ۴٬۲۰۰ پیاده‌نظام و ۳۰۰ سواره‌نظام در جمهوری روم بود که این تعداد در دوران امپراتوری روم به ۵٬۲۰۰ پیاده‌نظام و ۱۲۰ سواره‌نظام افزایش یافت. در بیشتر دوران امپراتوری روم، لژیون‌ها منحصراً از شهروندان رومی بودند. سربازان لژیون‌ها لژیونر نامیده می‌شدند. آنان دستهٔ به‌خصوصی از سربازان روم بودند که در رشادت و سرسختی و میهن‌پرستی سرآمد اقران خود بودند و همیشه در جنگ‌ها وظیفهٔ طلایه‌دار را داشتند و در خط‌مقدم واقع می‌شدند و برای نزدیک به شش قرن عظمت و اقتدار روم را حفظ کردند.
بسیاری از لژیون‌های تأسیس شده پیش از سال ۴۰ قبل از میلاد حداقل تا قرن پنجم میلادی فعال بودند که از مشهورترین آن‌ها 'لژیون پنجم مقدونیه' بود که توسط آگوستوس در سال ۴۵ قبل از میلاد تأسیس شد و تا قرن هفتم و حمله اعراب به مصر در آن منطقه فعالیت می‌کرد.

## سلاح‌های لژیون
اسلحهٔ لژیون‌ها سنگین‌ترین اسلحهٔ زمان خود بود و چون بنابر مقتضیات جنگ اسلحهٔ سنگین به‌تنهایی نمی‌تواند وظایف خود را انجام دهد، یک‌دسته از سربازان را با اسلحه‌های سبک در داخل لژیون‌ها جای‌می‌دادند که به‌سرعت بتوانند از لژیون‌ها جداشده و به‌سرعت برگردند و به لژیون بپیوندند؛ اینان وظیفهٔ پیشقراول و مخبر را داشتند. به‌علاوه، در معیت لژیون، یک گروهان سرباز فلاخن‌انداز و یک اسواران متصدی حمل‌ونقل در حرکت بودند که در مواقع عقب‌نشینی دشمن را تعقیب می‌کردند و بدین‌وسیله غلبه را تکمیل می‌کردند.

### تمرین
رومیان سربازانشان را ابتدا به راه‌پیمایی عادت می‌دادند و آنان می‌بایستی ۲۰ تا ۲۵ میل راه را ظرف پنج ساعت طی کنند و در طی این حرکت شاق، که تقریباً درحال دویدن می‌پیمودند، باید در حدود سی کیلوگرم بار همراه خود می‌داشتند؛ و پس از آن درحالی‌که سلاح‌های سنگین مثل شمشیر و نیزه و تبر حمل می‌کردند باید به جست‌وخیز می‌پرداختند و می‌دویدند؛ وزن اسلحه‌ها باید دوبرابر وزن سلاح‌های معمولی باشد، و چون سلاح رومیان سنگین‌تر از سلاح دیگران بود، سرباز رومی هم طبعاً باید قوی‌تر و نیرومندتر از دیگران باشد. بدین‌ترتیب، همیشه از طریق تمرین و ورزش و ریاضت آنان را چالاک و سبک بار می‌آوردند.